# Thallus (historiador)

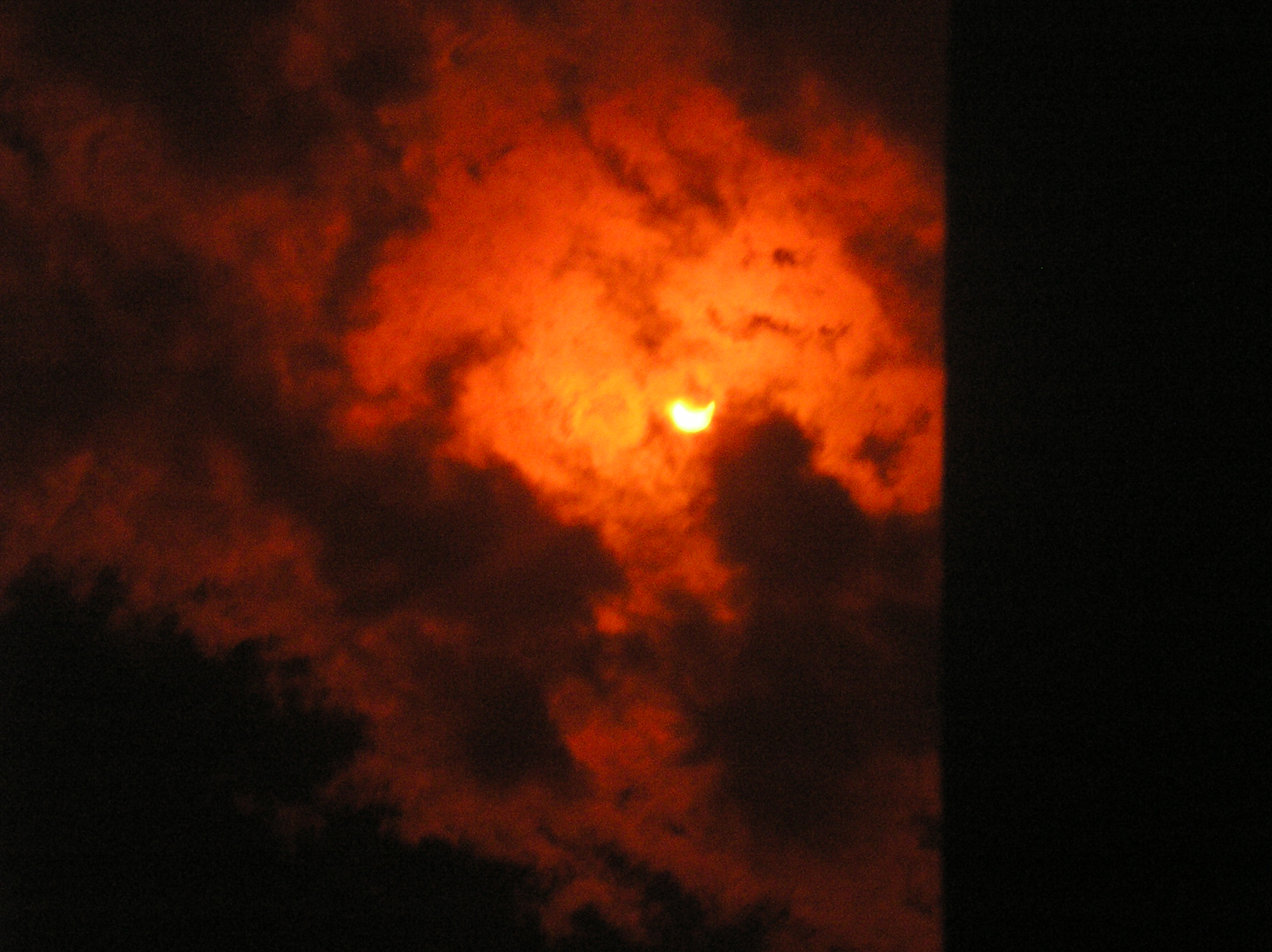
Un eclipse solar. La luna tarda aproximadamente una hora para cubrir el sol, con una cobertura total que dura unos pocos minutos. Los eclipses solares son imposibles durante la Pascua.

Thallus (en griego antiguo: Θαλλός) fue un historiador temprano que escribió en griego koiné. Él escribió una historia de tres volúmenes del mundo mediterráneo desde antes de la guerra de Troya a la 167ª Olimpiada, c. 109-112 a. C. La mayor parte de su obra, al igual que la gran mayoría de la literatura antigua, se ha perdido, aunque algunos de sus escritos fueron citados por Sexto Julio Africano en su Historia del Mundo.
Las obras son consideradas importantes por algunos cristianos porque ellos consideran que confirman la historicidad de Jesús y proporcionar la validación no cristiana de los relatos del Evangelio: una referencia a un eclipse histórico, atribuida a Thallus, se ha tomado como una mención de la oscuridad en todo el mundo descrita en el relato de los evangelios sinópticos de la muerte de Jesús, a pesar de que un eclipse no podría haber sucedido durante la Pascua, cuando su crucifixión se llevó a cabo. Los eruditos modernos consideran la oscuridad como una creación literaria en lugar de un acontecimiento histórico.

## Los fragmentos de Thallus
1. «Hay fragmentos de los 3 libros de Thallus, en el que hizo un resumen de manera abreviada desde el saqueo de Troya a la 167ª Olimpiada [es decir, 109 a. C.]». (Eusebio, Chronicon, I. K125.2).
2. «Cástor y Thallus [registraron] acontecimientos sirios». (Julio Africano, en Eusebio, PE X.10).
3. «Los archivos de las naciones más antiguas de los egipcios, caldeos y fenicios deben ser abiertos: si por el testimonio de los autores habían de citarse también aquellos ciudadanos de cuyos libros salieron estas noticias, no solamente el conocimiento cierto de Manetón el egipcio y a Beroso el caldeo; sino también Jerónimo el rey fenicio de Tiro; y a los que siguieron la autoridad de estos autores como Ptolomeo Mendesiano; y Menandro de Éfeso; y Demetrio Falereo; y Juba, rey de Libia; y Apión; y Thallus; y quien prueba o refuta a estos hombres, Josefo el judío». (Tertuliano, Apologeticum 19).
4. «En todo el mundo hubo una oscuridad terrible, y las rocas se partieron por un terremoto, y muchos lugares en Judea y otros lugares quedaron destruidos. Thallus, en el tercer libro de sus historias, explica la oscuridad como un eclipse de Sol, lo cual me parece irrazonable». (Julio Africano, en Sincelo).
5. «Pues Thallus también registra a Belo el gobernante de Asiria y el Titán Cronos, afirmando que Belo hizo la guerra junto con los Titanes contra Zeus y los dioses escogidos que estaban con él, indicando en este punto: ‹y derrotado, Ogygus huyó a Tartesos. Si bien en ese momento esa región era famosa como Akte, ahora se llama Ática, donde Ogygus tomó el control›». (Teófilo, Ad Autolycum 3.29).
6. «Pues de acuerdo con la historia de Thallus, nos encontramos con que Belo nació 322 años antes de la guerra de Troya». (Lactancio, Divine Institutions I.23).
7. «Y así [...] ni Diodoro el griego ni Thallus, ni Casio Severo ni Cornelio Nepote, ni ningún comentarista en tales asuntos antiguos, muestran que Saturno era cualquier cosa menos un hombre». (Tertuliano, Apologeticum 10).
8. «Por lo tanto no solamente todos los poetas, sino incluso todos los historiadores y todos los escritores sobre temas antiguos, que han publicado para la posteridad sus obras hechas en Italia, están de acuerdo en que era un hombre: en griego, Diodoro y Thallus, y en latín, Nepote y Casio y Varrón». (Lactancio, Divine Institutions I.13).
9. «Todos los escritores de antigüedades griegas y romanas nos dicen que Saturno, el primero de su especie, era un hombre: Nepote lo sabe, y Casio en historia, así como Thallus y Diodoro, dicen esto». (Minucio Félix 21)
10. «En cuanto a los eventos antes de las Olimpiadas, consideren cómo los cronólogos áticos calculan: desde la época de Ogygus, durante cuyo mandato la primera gran inundación ocurrió en Ática, mientras Foroneo gobernaba los argivos; como los registros de Acusilao, hasta el momento del primer año de la primera Olimpiada; desde este punto los griegos consideran que los registros cronológicos cuentan con mayor precisión, 1020 años pasaron, lo que está de acuerdo con los mencionados anteriormente y con los que se enumeran en orden. En los escritores de la historia ateniense, Helánico y Filocoro (quien escribió Atis); y escritores sobre asuntos sirios, Cástor y Thallus; y escritores sobre los asuntos mundiales, Diodoro (quien escribió la Biblioteca) y Alexander Polyhistor, y algunos de nuestros contemporáneos registran estos eventos incluso con mayor precisión que todos los historiadores áticos». (Julio Africano, en Eusebio PE X.10).
11. «Así que conozcan esto: de todos aquellos entre nosotros [los judíos] resultan ser más antiguo que muchos: [por ejemplo] [...] Moisés [...] como es claro para nosotros en las historias de los griegos. [...] Porque en los tiempos de Ogygus y Inachus [...] ellos registran de Moisés [...] también lo hace Polemón en su primer libro de la historia de los griegos, y Apión [...] y Ptolomeo el Mendesiano, que escribió una historia de Egipto, todos estos hombres están de acuerdo. Y los escritores de la historia ateniense, Helánico y Filocoro (quien escribió Atis), Cástor y Thallus y Alexander Polyhistor, y también los más sabios de todos estos hombres, Filón y Josefo [...] [todos ellos] mencionan a Moisés, como el origen más antiguo y remoto de los judíos». (Justino, Cohortatio 9).
12. «41 reyes asirios gobernaron el reino de los árabes, que también gobernaron desde el [?] año del mundo para el [?] año del mundo, soportando todos [?] años a partir del primero de ellos, Belo, hasta el 41º rey, Macoscolerus, hijo de Sardanapallus; tal y como la mayoría de los historiadores están de acuerdo, incluyendo Polibio, Diodoro, Cephalion, Castor, Thallus y otros». (Sincelo).
13. «Después del año 70 de la cautividad, Ciro, rey de los persas en el primer año de la 55ª Olimpiada, como encontramos en la Biblioteca de Diodoro y las Historias de Thallus y Castor, y también en las obras de Polibio y Flegonte, pero también en las de otras personas que se ocupan de las Olimpiadas: todos están de acuerdo sobre la fecha». (Julio Africano, en Eusebio PE X.10)
14. «Esos hombres muy sabios, Thallus, Castor [259 F 11], y Polibio [254 F 4] [...] y entre otros, Heródoto [...] y el sabio Teófilo, todos registraron la cronología del reinado de Creso». (Juan Malalas VI).

## Comentario
Thallus es citado a veces para obtener detalles sobre la historia de Siria y Asiria. Eusebio de Cesarea en una lista de fuentes menciona su obra:
De los tres libros de Thallus, en los que se recoge (eventos) brevemente desde la caída de Ilión a la 167ª Olimpiada.
Sin embargo, el texto se conserva en una traducción armenia donde muchos de los números son corruptos. La caída de Troya ocurrió en 1184 a. C., pero los editores, Petermann y Karst, resaltan que la fecha final de la 167ª Olimpiada (109 a. C.) se contradice con Jorge Sincelo, que cita a Julio Africano, y sugieren que la fecha final debe decir «217ª Olimpiada», un cambio de un carácter en armenio.
Thallus es mencionado por primera vez alrededor del año 180 por Teófilo, obispo de Antioquía, en su Ad Autolycum (A Autólico) 3.29:
Thallus hace mención de Belo, el rey de los asirios, y el Titán Cronos; y dice que Belo, con los Titanes, hicieron la guerra contra Zeus y sus compañeros, que son llamados dioses. Dice, además, que Gygus fue herido y huyó a Tartessus. En ese momento Gygus gobernó sobre ese país, que entonces se llamaba Acte, pero ahora se denomina Ática. Y de dónde los demás países y ciudades derivan sus nombres, pensamos que no es necesario contar, especialmente a ustedes que están familiarizados con la historia.
Ho gygos «ese Gygus» es probablemente un error en Ogygos, refiriéndose al Ogygus asociado por los cronógrafos con Ática.

## Thallus y Josefo
El nombre Thallus es demasiado común para hacer una identificación probable con cualquier otro Thallus conocido.
La identificación que a veces se hace con un cierto Thallus de Samaria que se menciona en algunas ediciones de las Antigüedades de Josefo (18.167) falla porque ese nombre aparece únicamente en esas ediciones debido a una alteración idiosincrásica del texto por John Hudson en 1720. Hasta la época de Hudson todos los textos tenían ALLOS (que significa «otro») no THALLOS. Vea el enlace externo abajo para Jacoby y Müller.

## Uso paleocristiano de Thallus
El cronólogo cristiano del siglo IX Jorge Sincelo cita a Sexto Julio Africano escribiendo en referencia a la oscuridad mencionada en los evangelios sinópticos durante la muerte de Jesús:
En todo el mundo hubo una oscuridad terrible, y las rocas se partieron por un terremoto, y muchos lugares en Judea y otros lugares quedaron destruidos. Thallus, en el tercer libro de sus historias, explica la oscuridad como un eclipse de Sol, lo cual me parece irrazonable.
Julio Africano luego pasa a señalar que un eclipse no puede ocurrir durante la Pascua, cuando la luna está llena y, por tanto, diametralmente opuesta al Sol.
Eusebio (siglo IV) menciona una historia de Thallus en tres libros que de acuerdo con una traducción armenia de Eusebio abarcaban desde el saqueo de Troya hasta la 167ª Olimpiada. Sin embargo, la traducción armenia de Eusebio tiene muchos números corruptos y muchos apologistas afirman que la 167.ª Olimpiada (o 109 a. C.) debe ser realmente la 217.ª Olimpiada.